# 巴特爾
孟克・巴特爾（もうこく ばとくじ、メンケ・バータル、モンゴル語:Мөнхбаатар、英語:Mengke Bateer、1975年11月20日 - ）は、中国内蒙古オルドス市ハンギン旗出身のモンゴル族でバスケットボール選手。
姚明、王治郅らと共に、「歩く万里の長城」という愛称を持ち、NBAでプレイした経験がある。中国では彼は "大巴" と呼ばれていた。「メンケ」は「永遠な」、「バータル」は「英雄」を意味する。身長211cm、体重140kg。ポジションはセンター。

## 経歴
1993年に18歳でバスケットボール中華人民共和国代表に選出され、1994年のアジア大会に出場、1996年と2000年のオリンピックでは先発センターとして出場し活躍した。2001年のユニバーシアードとアジア選手権ではチームを準優勝に導き、銀メダルを獲得した。1995年のユニバーシアードとアジア選手権、1998年、2002年のアジア競技大会、1999年のグッドウィルゲームズにも主力として出場した。
NBAドラフトではどのチームからも指名されなかったが、2001年の10月、デンバー・ナゲッツのトレーニングキャンプに招待される。プレシーズンゲームの2試合に出場した後解雇されたが、リーフ・ラフレンツに代わるセンターを探していたナゲッツと2002年2月に契約、王治郅に次いで2人目の中国籍NBA選手となった。ナゲッツでは27試合に出場し10試合で先発、NBAで先発した最初の中国人選手になった。シーズンを通しての成績は平均5.1得点、3.6リバウンドだった。
2002年10月に、ドン・リードらとの交換でデトロイト・ピストンズへ、その数日後には、サンアントニオ・スパーズへ移籍した。スパーズでは出場機会がほとんど得られず、プレイオフのロスターからも外れた。2003年7月にはトロント・ラプターズと2年契約を結んだが、ここでもベンチを暖める日が続いた。
翌シーズンは、2004年10月にニューヨーク・ニックスと契約したが、シーズン開幕前の11月に解雇され、しばらくはNBADLのハンツビル・フライトでプレイした。
2005年2月中旬、中国プロバスケットボールリーグの北京ダックスに復帰、2007年に新疆フライングタイガースへトレードで移籍した。2008-2009年CBAレギュラーシーズンMVPを獲得。

## 個人成績

### NBA

#### レギュラーシーズン
| シーズン | チーム | GP | GS | MPG  | FG%  | 3P%  | FT%  | RPG | APG | SPG | BPG | PPG |
| -------- | ------ | -- | -- | ---- | ---- | ---- | ---- | --- | --- | --- | --- | --- |
| 2001–02  | DEN    | 27 | 10 | 15.1 | .402 | .333 | .784 | 3.6 | .8  | .4  | .2  | 5.1 |
| 2002–03  | SAS    | 12 | 0  | 3.8  | .235 | .333 | .000 | .8  | .3  | .0  | .0  | .8  |
| 2003–04  | TOR    | 7  | 0  | 5.7  | .571 | ---  | ---  | 1.1 | .1  | .1  | .0  | 1.1 |
| 通算     | 通算   | 46 | 10 | 10.7 | .391 | .333 | .744 | 2.5 | .6  | .2  | .1  | 3.4 |

## 出演
映画
- 孫文の義士団（2010年）
- 西遊記2〜妖怪の逆襲〜（2017年）